# Haanwijkersluis

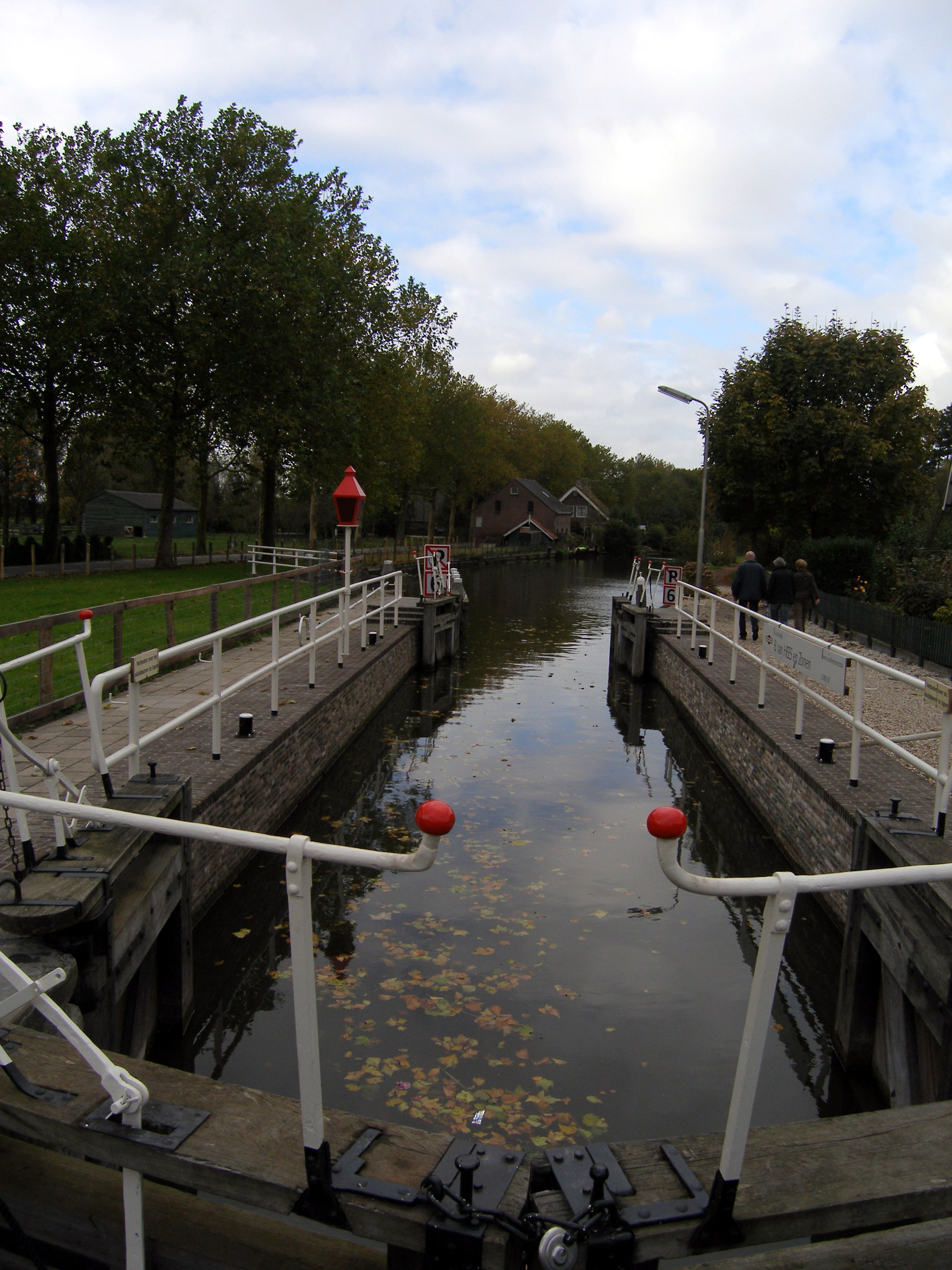
Haanwijkersluis

De Haanwijkersluis is een schutsluis in de Oude Rijn ten westen van Harmelen. Deze sluis is een rijksmonument. De doorvaartbreedte bedraagt 3,10 meter en de afstand tussen de buitendeuren is 21 meter (tussen de binnendeuren 18 meter).
Sinds 1413 lag hier de Haanwijkerdam, een dam die het boezemwater van het Groot-Waterschap van Woerden scheidde van dat van het Grootwaterschap Bijleveld en De Meerndijk.

## Geschiedenis
Het scheepvaartverkeer van Woerden naar Utrecht werd in de 16e eeuw gehinderd door drie dammen:
- de Haanwijkerdam
- de Heldam tussen de afwateringsgebieden van het Grootwaterschap Bijleveld en De Meerndijk en het Waterschap Heycop ten oosten van de Meerndijk
- de Stadsdam bij Utrecht.

In 1604 werden de drie dammen van rollen voorzien, en in 1640 werd de Utrechtse Stadsdam vervangen door een sluis. 
De Haanwijkerdam werd in 1660 door het Groot-Waterschap van Woerden door een sluis vervangen met subsidie van de Staten van Utrecht. De kosten bedroegen 4229 gulden.
Kort daarna, in 1672, werd de sluis door de Franse troepen verwoest en weer herbouwd. Ook later werd de sluis diverse keren vernieuwd. 